# Pieśń wolnego ducha
Pieśń wolnego ducha, znana także od pierwszych słów jako Szalejcie, tyrani (ukr. Шалійте) – ukraińska pieśń socjalistyczna, powstała w 1889 roku. Napisał ją Ołeksandr Kołessa podczas protestu studentów we Lwowie. Śpiewana jest na melodię Chóru Normanów Anatola Wachnianina z jego opery Jaropełk.
Na język polski przetłumaczył ją Kazimierz Pietkiewicz w 1895, a w 1898 z polskiego na rosyjski Gleb Krżyżanowski (uwięziony na Butyrkach wspólnie z Pietkiewiczem) jako Беснуйтесь, тираны. Na początku XX wieku, w tym podczas rewolucji 1905 roku stała się popularną pieśnią wśród ukraińskich, polskich i rosyjskich socjalistów i komunistów. Była także tłumaczona na inne języki, takie jak niemiecki (Wütet nur Henker) i esperanto (Koleru, tiranoj).
W czasach ZSRR bywała śpiewana także przez ukraińskich opozycjonistów, którzy "tyranów" interpretowali jako rosyjskich komunistów.